# Elaphropeza sinikorensis
Elaphropeza sinikorensis är en tvåvingeart som beskrevs av Raffone 1990. Elaphropeza sinikorensis ingår i släktet Elaphropeza och familjen puckeldansflugor.
Artens utbredningsområde är Sierra Leone. Inga underarter finns listade i Catalogue of Life.